# Alex Turner
Alexander David Turner, detto Alex (Sheffield, 6 gennaio 1986), è un cantautore e chitarrista britannico.
È il frontman della band britannica Arctic Monkeys e The Last Shadow Puppets. In entrambi i gruppi, Alex Turner è la voce e il chitarrista di punta, nonché l'autore della maggior parte dei testi. Turner ha un'estensione vocale da baritono.

## Biografia

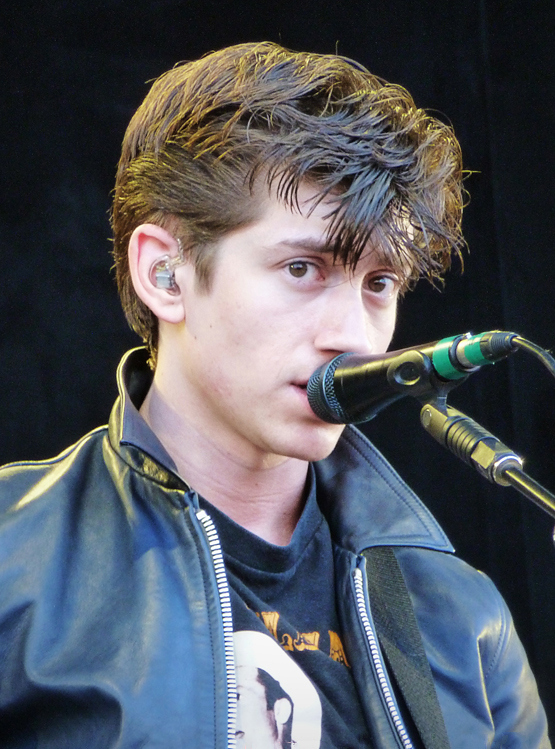
Alex Turner a San Francisco nel 2011

Turner è nato a Sheffield, in Inghilterra, da Penny e David Turner. I suoi genitori erano insegnanti delle scuole medie. La madre insegnava tedesco mentre il padre era un insegnante di fisica e musica. Alex è figlio unico ed è cresciuto a High Green, un sobborgo di Sheffield.
In casa ha ascoltato ogni genere di musica, da Frank Sinatra ai Carpenters, i Beatles, i Led Zeppelin, David Bowie e gli Eagles. Il padre di Turner era un patito di jazz e suonava il sassofono, il clarinetto e il pianoforte. Lo stesso Alex da bambino prese lezioni di piano. Alex ha frequentato la Stocksbridge High School. Il suo vecchio insegnante di scuola, Mark Coleman, lo ricorda come uno studente sveglio e popolare che eccelleva nello sport, in particolare nel basket. Il suo insegnante di inglese, Steve Baker, lo descriveva invece come un ragazzo riservato, un po' diverso.
Dopo il college, i genitori di Turner accettarono a malincuore l'idea di fargli rinviare di un anno l'iscrizione all'università per permettergli di continuare i suoi studi nel mondo della musica. Durante questo periodo, ha lavorato come barman al locale The Boardwalk di Sheffield.
Turner e Matt Helders divennero amici all'età di sette anni; erano vicini di casa e frequentarono la scuola elementare assieme. Si esibirono suonando la famosa Morning Glory degli Oasis con i loro amici durante l'ultima assemblea della scuola elementare, utilizzando racchette da tennis al posto degli strumenti. Alex e Matt incontrarono successivamente Andy Nicholson alla scuola media e, per molti anni della loro adolescenza, ascoltarono principalmente rapper come Dr. Dre, Wu-Tang Clan, OutKast, Cypress Hill e Roots Manuva.
I tre amici spendevano i loro fine settimana facendo "pessimi hip-hop beat" usando il sistema Cubase del padre di Alex. In seguito alla svolta degli Strokes, le attenzioni di Turner si spostarono verso altre band come gli Hives e i White Stripes. In seguito, il vicino di casa e amico Jamie Cook fece scoprire ad Alex altre band come i Queens of the Stone Age e i Coral.

## Vita privata
Dal 2005 al gennaio 2007 Turner ha frequentato Johanna Bennet, frontwoman della band Totalizer e co-autrice con gli Arctic Monkeys del brano Fluorescent Adolescent.
Da luglio 2007 a luglio 2011 il cantante frequenta la modella e conduttrice televisiva Alexa Chung, per poi iniziare una relazione con la star di Vine Arielle Vandenberg, conclusasi nel 2014.
Dal 2015 al 2018 è stato legato alla modella Taylor Bagley.
Dal 2018 ha una relazione con Louise Verneuil, cantante di origini francesi.

## Carriera

### Arctic Monkeys

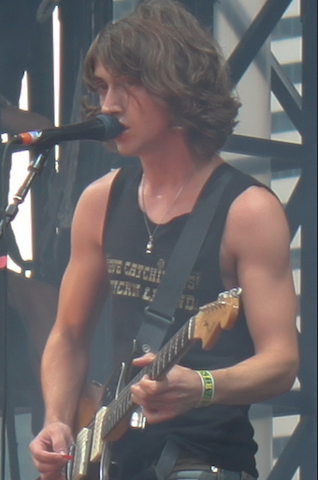
Alex Turner a Lollapalooza nel 2009

Gli amici Alex Turner, Matt Helders e Jamie Cook fondarono nel 2002 una piccola band. I tre si esibivano nella stanza di Jamie, dove impararono velocemente a suonare gli strumenti suonando canzoni degli Strokes, dei Queens of the Stone Age e degli Oasis (la prima canzone che Cook e Turner hanno imparato era il tema di James Bond). Ai tre si unì anche Andy Nicholson. Col passare del tempo l'idea di lavorare sodo sulla band ed aspirare a qualcosa di più grosso si concretizzò e così nacquero gli Arctic Monkeys.
Dopo un anno di prove si esibirono live in un locale suonando i loro primi pezzi inediti, oltre che varie cover canzoni di altre note band. Alex suonava anche in un'altra piccola band, i Sudan Suki, e, una volta arrivata l'occasione di incidere in studio dei pezzi, tramite l'amico Jon McClure, componente della band in questione, propose al produttore Alan Smyth di far registrare anche delle demo per la sua altra band, gli Arctic Monkeys. Il produttore restò impressionato dalla performance della band e dal modo in cui Alex si esibiva come frontman, accentando dunque l'offerta dell'inglese.
Gli Arctic Monkeys incisero 17 demo, iniziando a suonare in vari locali e incrementando la loro popolarità, che salì del tutto nel 2004.
La band ottiene nel 2005 un contratto discografico con la Domino Records, e nei primi mesi del 2006, pubblica il suo primo album in studio: Whatever People Say I Am, That's What I'm Not, che entrò nel Guinness dei primati per aver venduto oltre un milione di copie in soli 8 giorni.
La nota rivista inglese New Musical Express lo ha definito the Coolest Man On The Planet (l'uomo più cool del pianeta) nel dicembre del 2005, dopo pochi anni di attività. La figura di Alex Turner si vuole imporre come la nuova icona del rock britannico, grazie anche al suo particolare modo di maneggiare la chitarra.

### The Last Shadow Puppets

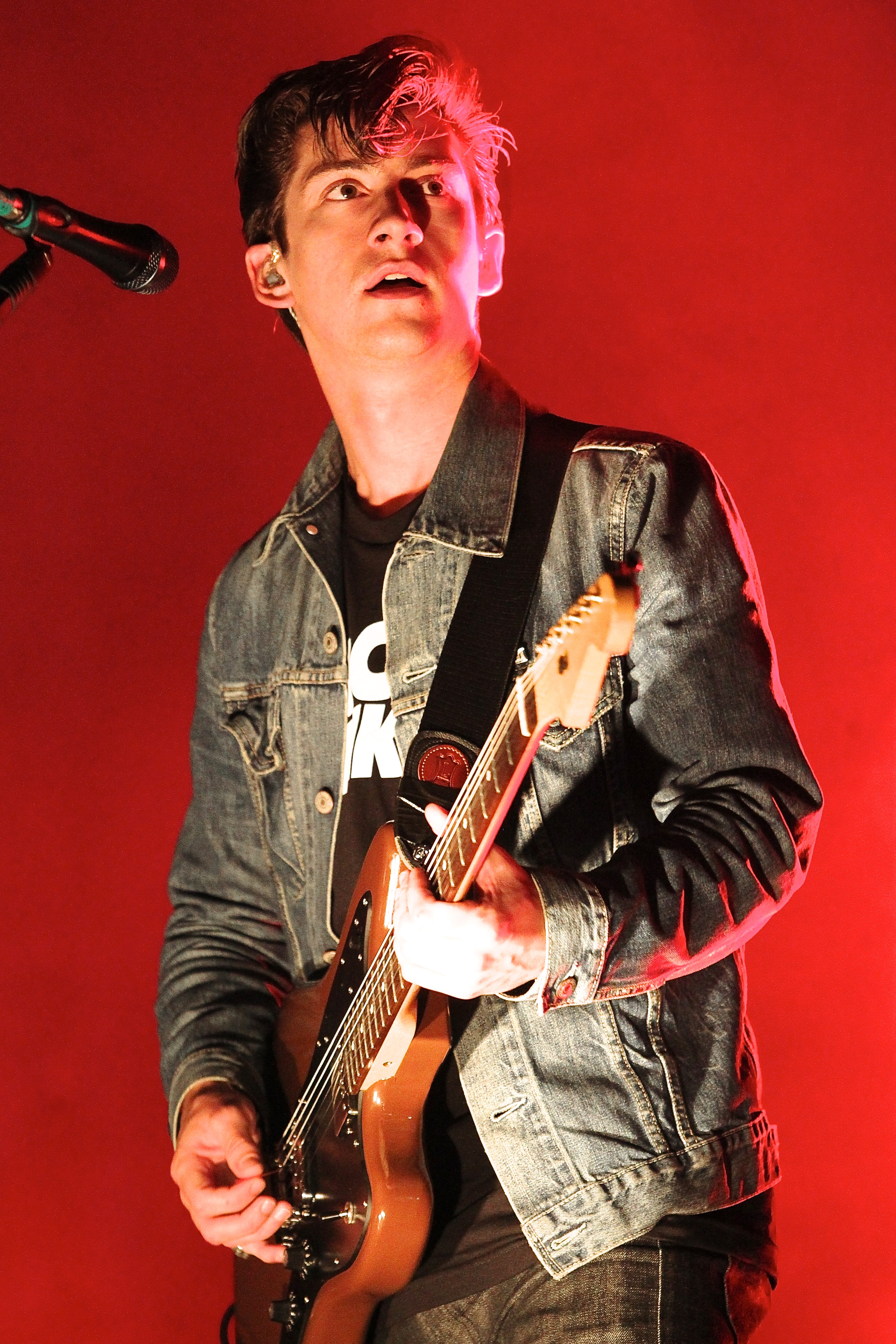
Alex Turner in concerto con gli Arctic Monkeys nel 2011.

Nell'agosto del 2007 Turner progettò di registrare un album con l'artista Miles Kane. Fu proprio Kane ad annunciare il progetto il 2 agosto di quell'anno. Essi scelsero il nome di The Last Shadow Puppets e pubblicarono il loro primo album, The Age of the Understatement, il 21 aprile del 2008 il quale balzò al primo posto delle classifiche nella prima settimana dall'uscita.
Il primo breve tour del gruppo è cominciato con un concerto al Portsmouth Pavillion il 19 agosto 2008.
Il 3 e il 28 dicembre 2015 sulla loro pagina Facebook vengono pubblicati due nuovi video che segnalano l'arrivo di un nuovo album nella primavera del 2016.
Il 10 gennaio 2016 esce su Youtube il loro nuovo singolo Bad Habits annunciato in contemporanea sulla loro pagina Facebook.

### Collaborazioni

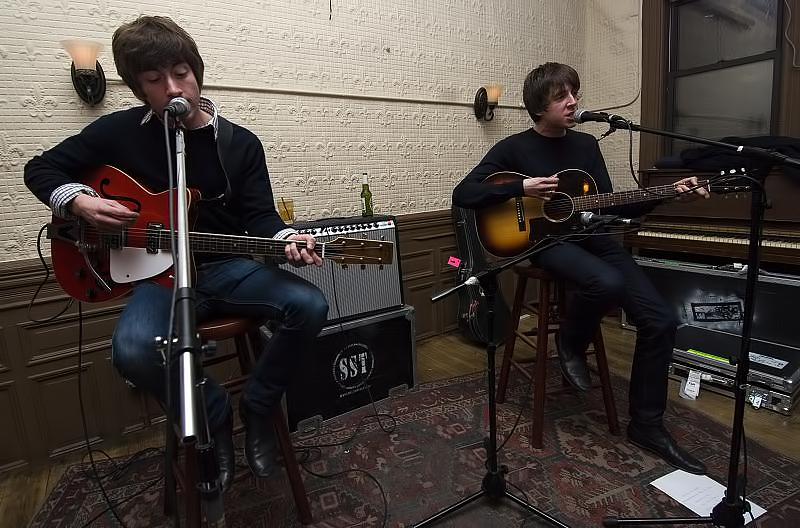
Alex Turner (a sinistra), e Miles Kane, in acustico con i The Last Shadow Puppets

Turner ha lavorato con Dizzee Rascal alla canzone Temptation, dall'album di Rascal Maths and English; i due hanno inoltre lavorato su una versione differente della medesima canzone, Temptation Greets You Like Your Naughty Friend, che è comparsa sul singolo Brianstorm.
Turner ha inoltre collaborato alla canzone The Machine dei Reverend and the Makers e ha partecipato come chitarrista alla canzone Sex With The Ex, dal loro album di debutto, The State Of Things, del quale scrisse anche alcuni testi in compartecipazione con McClure.
NME ha riportato infine che Turner ha lavorato anche con Alison Mosshart dei The Kills. Il 14 marzo 2011 è uscito l'EP, intitolato Submarine, contenente i cinque brani composti da Turner per la colonna sonora dell'omonimo film di Richard Ayoade. Questo è il suo primo progetto solista.
Nel 2011 Turner ha collaborato alla scrittura dei testi dell'album Colour of the Trap di Miles Kane. Ha inoltre collaborato con i Queens of The Stone Age in qualità di seconda voce nella canzone If I Had a Tail dell'album ...Like Clockwork.

## Attrezzatura e strumenti
Alex Turner era solito usare una Fender Arctic White Mexican standard Stratocaster, poi una Mexican standard Fender Stratocaster nera e più tardi una Stratocaster standard Mexican Fender, tutte con tastiere in acero, fino all'uscita del singolo Brianstorm e del secondo album della band, Favourite Worst Nightmare. Durante il tour del nuovo album usò una Fender Bronco nera, chitarra non più prodotta dalla Fender, con un battipenna nero e una tastiera di legno di palissandro, una Gretsch Spectra Sonic e una Martin Gt-75. Alex è solito, ancora ad oggi, ad usare solo ed esclusivamente il pick-up al ponte su tutte le sue chitarre, infatti alcune foto del tour di AM lo ritraggono con una chitarra personalizzata della Warmoth con la particolarità di un nastro telato attaccato sullo switch. Questa scelta ha influito molto sul sound della band, dandogli quel tocco in più di garage rock. 
Dal 2009 usa una Fender Jazzmaster del '65, una Ovation Viper, e una Gibson J-50. Con il Suck it And See Tour riprende ad utilizzare la Bronco, non usata durante il tour di Humbug (2009-2010) e suona, a volte, anche una Gibson J-45 acustica.
Nel 2011, durante il Suck it And See Tour, la Fender Bronco viene smarrita e ad oggi non è ancora stata ritrovata. Nel medesimo anno, Alex entra in possesso di una Fender Musicmaster, nella quale sposterà il pickup vicino al ponte per renderla il più simile possibile alla Bronco. La Musicmaster è visibile nel videoclip di Arabella. Qualche anno dopo, nel 2018, Alex regalerà la Musicmaster all'artista Alexandra Savior.
Nel 2012 inizia a usare una Gibson Les Paul Custom, e dall'uscita del singolo R U Mine? utilizza una Gretsch Duo Jet nera regalategli in quel periodo. Con AM Turner inizia a suonare una Vox Starstream XII a 12 corde per il brano "Do I Wanna Know?", e in una performance del brano al Jimmy Kimmel Live, nel 2013, ha usato una Gretsch G6122-12 Chet Atkins Country Gentleman, sempre a 12 corde. All'inizio utilizzava amplificatori Orange AD30T; attualmente usufruisce di un Fender Vibroverb e di un Selmer Zodiac 30 watt. In merito ai plettri, è solito usare dei Tortex da 0,5 mm, ma alcune foto dei primi concerti e del tour di AM lo ritraggono mentre usa dei Tortex da 1 mm. 
Nell'album The Car, a inizio del 2022, utilizza una Epiphone Coronet Cherry rossastra, con battipenna bianco, che è onnipresente in tutti i video clip e tour dell'album, icona della canzone "Body Paint". Ancora presenti anche la Gibson J-50 e la Ovation Viper, seppur quest'ultima non sia più stata usata dopo poco tempo dall'inizio del tour. 
In merito agli effetti a pedale, tra il 2006 e 2007, durante il tour dei primi due album Whatever People Say I Am, That's What I Am Not e Favourite Worst Nightmare, Turner era solito usare un accordatore cromatico Boss TU-2, un delay a nastro della Danelectro e 2 distorsori ProCo RAT, probabilmente utilizzandone uno per un tono più pulito ed un altro per una distorsione più pesante, così da non dover cambiare le impostazioni durante le performance. 
Dal 2009, con l'uscita di Humbug, Turner amplia notevolmente la sua pedaliera, si notano aggiornamenti come il passaggio ad un accordatore cromatico Boss TU-3, ma i suoni più notevoli sono sicuramente quelli della distorsione Ibanez TS-808, del delay analogico Boss DM-1, e del chorus analogico Boss CE-1. In questo periodo, Turner aggiunge alla sua pedaliera anche una distorsione Coopersonic Valveslapper, che però utilizzerà in gran parte solamente su AM, in particolare nel singolo Do I Wanna Know?
con i The Last Shadow Puppets Turner mantiene più o meno la stessa pedaliera degli anni passati, eccetto l'introduzione di qualche effetto di modulazione vintage. Così è anche per i tour degli ultimi due album, Tranquility Base Hotel & Casino e The Car.

## Discografia

### Con gli Arctic Monkeys
Album in studio

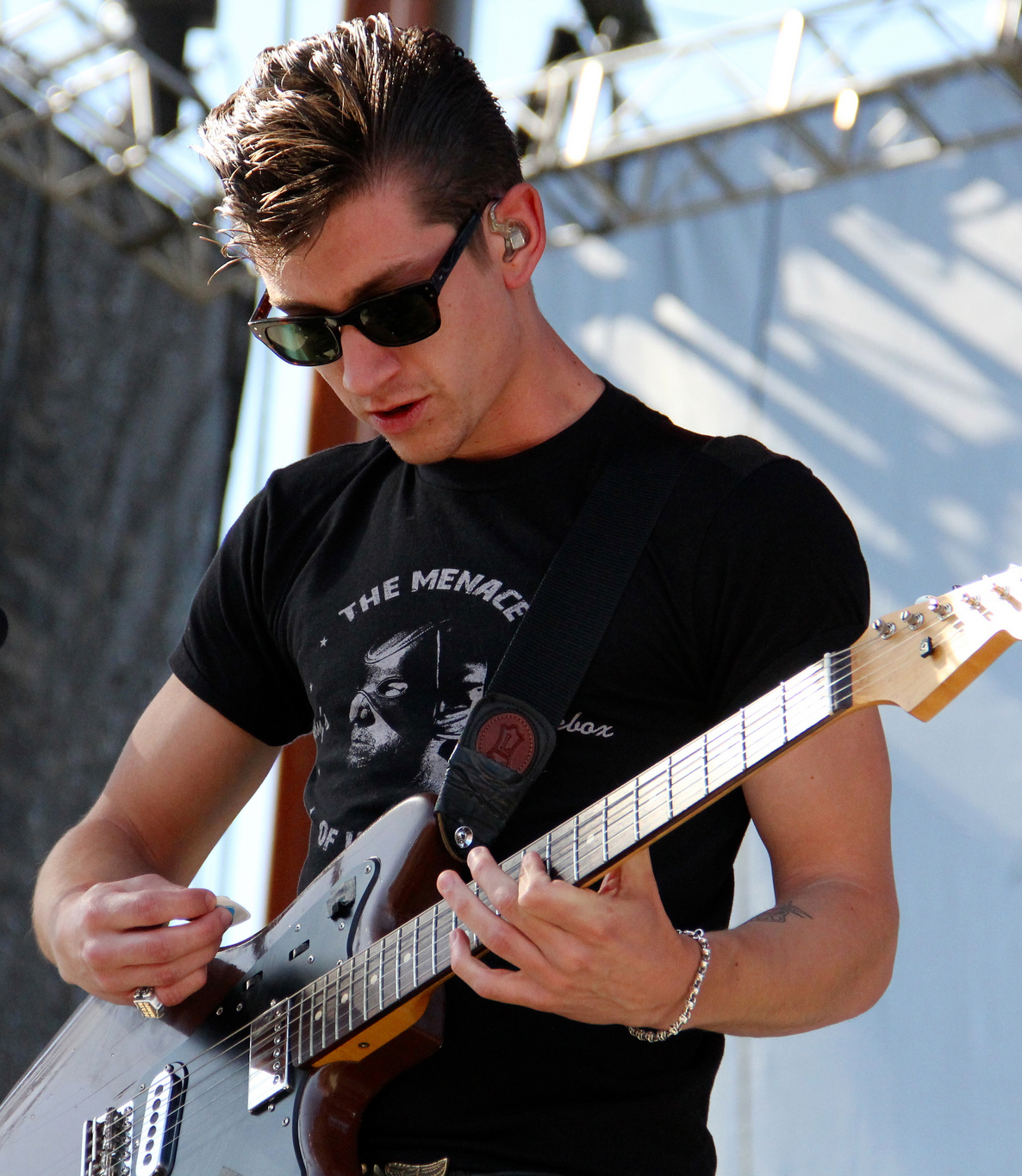
Alex Turner nel 2012

- Whatever People Say I Am, That's What I'm Not (2006)
- Favourite Worst Nightmare (2007)
- Humbug (2009)
- Suck It and See (2011)
- AM (2013)
- Tranquility Base Hotel & Casino (2018)
- The Car (2022)

### Con i The Last Shadow Puppets
Album in studio
- The Age of the Understatement (2008)
- Everything You've Come to Expect (2016)

### Da solista
EP (colonna sonora)
- Submarine (2011)

### Collaborazioni
- 2007 – Reverend and The Makers – The State of Things (compositore e voce in The Machine, coautore di He Said He Loved Me e Armchair Detective)
- 2007 – Dizzee Rascal – Maths + English (Temptation)
- 2008 – Matt Helders – Late Night Tales: Matt Helders (A Choice of Three)
- 2011 – Miles Kane – Colour of the Trap (coautore di Rearrange, Counting Down the Days, Happenstance, Telepathy, Better Left Invisible e Colour of the Trap)
- 2012 – Miles Kane – First of My Kind EP (coautore of First of My Kind)
- 2013 – Miles Kane – Don't Forget Who You Are (coautore e bassista nel B-side Get Right)
- 2013 – Queens of the Stone Age – ...Like Clockwork (voce/cori in If I Had a Tail)
- 2015 – Mini Mansions – The Great Pretenders (coautore e voce in Vertigo, coautore in Valet)
- 2015 – Alexandra Savior – True Detective colonna sonora della seconda stagione (coautore di Risk; chitarra, tastiera, batteria)[16][17][18]